# Bisbat de Dharmapuri
El bisbat de Dharmapuri (hindi: தர்மாபுரி மறைமாவட்டம்; llatí: Dioecesis Dharmapuriensis) és una seu de l'Església catòlica a Índia, sufragània de l'arquebisbat de Pondicherry i Cuddalore. Al 2016 tenia 55.350 batejats d'un total de 3.386.652 habitants. Actualment està regida pel bisbe Lawrence Pius Dorairaj.

## Territori
La diòcesi comprèn el districte de Dharmapuri, a l'estat indi del Tamil Nadu.
La seu arxiepiscopal és la ciutat de Dharmapuri, on es troba la catedral del Sagrat Cor de Jesús
El territori s'estén sobre 9.622 km² i està dividit en 41 parròquies.

## Història
La diòcesi va ser erigida el 24 de gener de 1997 mitjançant la butlla Totius dominici gregis del papa Joan Pau II, prenent el territori de la diòcesi de Salem.

## Cronologia episcopal
- Joseph Anthony Irudayaraj, S.D.B. (24 de gener de 1997 - 13 de gener de 2012 jubilat)
- Lawrence Pius Dorairaj, dal 13 de gener de 2012

## Estadístiques
A finals del 2016, la diòcesi tenia 55.350 batejats sobre una població de 3.386.652 persones, equivalent a l'1,6% del total.
| any  | població | població  | població | sacerdots | sacerdots       | sacerdots       | sacerdots             | diaques | religiosos | religiosos | parroquies |
| ---- | -------- | --------- | -------- | --------- | --------------- | --------------- | --------------------- | ------- | ---------- | ---------- | ---------- |
| any  | batejats | total     | %        | total     | clergat secular | clergat regular | batejats por sacerdot | diaques | homes      | dones      |            |
| 1997 | 39.147   | 220.788   | 17,7     | 40        | 35              | 5               | 978                   |         | 5          | 192        | 22         |
| 2002 | 42.126   | 2.630.810 | 1,6      | 53        | 42              | 11              | 794                   |         | 11         | 246        | 27         |
| 2003 | 43.082   | 2.733.252 | 1,6      | 55        | 45              | 10              | 783                   |         | 10         | 250        | 30         |
| 2004 | 43.589   | 2.790.456 | 1,6      | 58        | 48              | 10              | 751                   |         | 10         | 250        | 30         |
| 2006 | 52.169   | 2.856.300 | 1,8      | 63        | 51              | 12              | 828                   |         | 12         | 235        | 32         |
| 2013 | 54.200   | 3.018.500 | 1,8      | 92        | 65              | 27              | 589                   |         | 28         | 304        | 39         |
| 2016 | 55.350   | 3.386.652 | 1,6      | 105       | 65              | 40              | 527                   |         | 44         | 300        | 41         |